# 葉盛吉

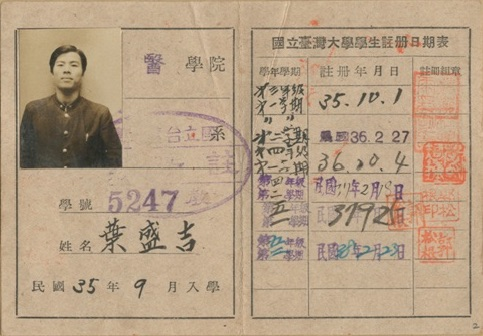
國立臺灣大學發與葉盛吉的註冊證

葉盛吉（1923年10月25日—1950年11月29日），日治時期曾更名葉山達雄，台湾台南州新營郡新營街人。他於臺南州立臺南第一中學畢業後，經過2年重考，而後入讀日本的第二高等學校。在高等學校畢業後，考入東京帝國大學醫學專門部 。戰後，轉入台灣大學醫學系。

回台後思想左傾，受醫學院學生自治會長劉沼光介紹加入共產黨，擔任台大醫學院支部領導陸續介紹顏世鴻等醫學院學生及醫師加入省工委學工委，1950年蔡孝乾變節後，中共在臺組織瓦解，大量成員遭到逮捕，1950年11月29日遭槍決於台北馬場町。

## 早年生平
葉盛吉，台湾台南新營人，台北出生，由於葉氏家族為鹽水望族，至葉盛吉父輩時沒落而分家，葉盛吉年幼喪母，過繼給膝下無子的叔父葉聰（興建鹽水八角樓的葉開鴻長子葉瑞西四子）當養子，由於葉聰服務於新營鹽水港製糖會社總社，因此，葉盛吉幼年是在富足的日式家庭成長。
1930年就讀新營公學校的葉盛吉，昭和十一年（1936年）順利考上臺南州立臺南第一中學（今臺南二中，以台南而言，日治時期一中是日本人才能就讀)，1941年從一中畢業參加日本第六高等學校考試及台北帝大預科考試落榜，因此1941年赴日重考六高。
昭和十六年（1941年），葉盛吉更改日本式姓名「葉山達雄」。:32
1943年，葉盛吉順利考上位於仙台的第二高等學校，與楊威理同校。由於同鄉又同校，兩人結為莫逆，二高畢業後葉盛吉與楊威理都考上東京大學醫學院，1946年二次大戰結束葉盛吉與楊威理都決定放棄日本學籍開創新人生，由於楊威理父親對他的教育要他時時不忘自己是中國人，楊威理因此選擇赴北大就讀，而葉盛吉則決定返台就讀台大醫學系。
葉盛吉自謂他是到日本之後，才出產生強烈的民族意識，也對他既是漢族又是日本國民的「雙重生活」產生矛盾。二高時期，有位德語教授非常熱衷鼓吹納粹德國的反猶太論，許多學生心存懷疑，但葉盛吉卻傾向這種論調。那位教授稱整個世界操縱在猶太人的陰謀，孫文的革命是如此、中日戰爭、俄國的革命也是陰謀，希特勒驅除了猶太人，因此比耶穌基督更偉大。有段時間葉盛吉醉心於這種論調。:32-33
葉盛吉自述由於一直以來在日式教育中成長，求學階段面臨二次世界大戰，又逢故鄉回歸中國，在民族認同上出現日本與中國雙重認同歸屬，留日時，關懷戰亂無家可歸的遊民，開始對社會主義產生憧憬。

## 戰後與加入共產黨
二戰後，國民政府接收臺灣，葉盛吉曾因自己由一個「雙重生活者」，變成一個國民而雀躍不已。然而在征服者與被征服者的社會結構仍存在下，他幻滅了。比起現實的狀況，葉盛吉有偏好德意志式的真空內邏輯的傾向，他認為只要加入大陸的中國共產黨，就可以從「雙重生活者」轉變成「真正的自我」，最後他藉由入黨，在真空內化解他的苦惱。:35-36
國共會戰時期，毛澤東的新民主主義於學生間流傳，許多地下黨潛伏滲透入台宣揚社會主義思想，加上戰後國府接收的亂象與腐敗，1947年，二二八事件爆發後，學生左傾嚴重，省工委組織快速擴張，有志青年紛紛加入地下黨組織，省工委學工委由徐懋德領導，後由台大醫學院郭琇琮接手，省工委台大醫學院支部於1947年8月成立，由新竹人劉沼光擔任書記，並積極吸收成員加入，當時就讀台大醫學院的葉盛吉與同學林恩魁，葉盛吉並吸收顏世鴻、劉漢湖加入組織。顏世鴻醫師於回憶錄中描述他對葉盛吉見識的折服與葉盛吉吸收他加入組織的經過。
葉盛吉在求學過程中發現自己對醫學不感興趣，而轉向公共衛生領域研究，前往潮州研究熱帶醫學，並逐漸淡出組織活動。
1949年，葉盛吉自臺灣大學醫學院畢業，與南一中時期同學的妹妹郭淑姿結婚。岳父是長老教會的長老。:36

## 身死馬場町
1949年8月，光明報被繳獲，光明報組織曝光多人遭到逮捕，省工委基隆工委案遭破獲，當時國民政府實施土地改革以致地下黨活動無法有效進行，1950年，中共在台組織高層蔡孝乾變節供出大批人員名單，導致中國共產黨在台組織瓦解，同年省工委台大法學院支部陸續遭破獲，葉盛吉遭到成員供出，1950年5月29日在潮州熱帶醫學研究所遭逮捕，1950年11月29日，台灣省保安處宣判死刑後即刻送台北市馬場町槍決，同時遭槍決者包含共產黨台灣地下組織高層朴子人李水井、鄭文峰、楊廷椅、陳水木、黃師廉、陳金目、賴裕傳、王超倫、吳瑞爐、鄭澤雄共十一人。
葉盛吉在臨死前成為基督徒，他覺悟到必死無疑時，從監獄寫信給岳父說：「我要將我的一切奉獻給耶穌，感謝神對我的愛」。他在獄中得知兒子誕生。

### 身後
楊威理赴北京就讀北大之後，碰到解放後中國大陸的三反五反、三面紅旗乃至文革，一連串的政治鬥爭下，楊威理終因為謝雪紅與台灣背景被鬥垮，下放五七幹校，一個精通多國語言的天才，被送去看管豬圈，1989年有幸透過留學英國的女兒移居到日本，在1980年透過日本友人得知葉盛吉已死悲痛萬分，並於1989年後與葉盛吉之子葉光毅見面取得葉盛吉相關手稿，撰寫成日文版葉盛吉傳《ある台湾知識人の悲劇―中国と日本のはざまで 葉盛吉伝》，後經人間出版社陳映真翻譯為《雙鄉記：葉盛吉一台灣知識分子之青春．徬徨．探索．實踐與悲劇》
2015年由葉盛吉的兒子葉光毅教授捐贈給中研院台灣史研究所的文書公布，葉盛吉文書包含證書、手稿、日記等豐富史料。
2017年10月26日景美人權園區舉行《葉盛吉日記》新書發表會，在葉盛吉獄中寫給友人的書信表示一個時代青年一定會選的路，有理想、有志氣、有勇氣的年輕人只能被迫挑選共產主義，這是被時勢催迫。葉盛吉之子葉光毅強調「共產黨員也是人，一樣會怕死」，並在序言寫到「紅色叛徒出賣」的一段文字：「在國民黨政府的國家暴力下，為了改善台灣的政治、社會環境，一批有理想、有志氣、有勇氣的年輕人，被迫只能挑選共產主義的紅色祖國，卻在紅色叛徒出賣下被一網打盡，令人不勝唏噓」說，他認為父親已是「公共財」，不論是否偉大，葉盛吉還是當下的葉盛吉，「他不是一個人，後面還有至少1萬2千個受難同志，有些是有意但有些無意，有些是被曲解，有些是被誤解」，「若活在現在，不知他們是怎麼想」。

## 平反
2018年10月5日，促進轉型正義委員會正式撤銷受難者林慶雲君等1270人之刑事有罪判決暨其刑，其中正式撤銷葉盛吉之有罪判決暨其刑及沒收。

## 其他
- 據葉盛吉臺南一中的同學王育德回憶，當時他們得按照出席名簿（日文五十音）的順序，大聲喊出自己的名字。由於內地人（日本人）的姓與名大都兩個字，若大喊時語感較佳。但本島人（臺灣人）的姓只有一個字，名字兩個字。每個字的發音遂有些奇怪，當本島人大喊時，往往受到內地人奚落。輪到葉盛吉時，他臺灣名原來發音是「You Seikichi」，念起來不順口。但他耍了小聰明，改用日本名讀法，唸了「ヨウ モリキチ（You Morikichi）」。然而仍遭到奚落：「ついでに、葉っぱと言ったらどうだ（順便一下，把姓的叫法也改用葉子（happa）的話，怎麼樣呢？）」[9]:131